# Tiefencastel
Tiefencastel (en romanx Casti) és un municipi del Cantó dels Grisons (Suïssa), situat al districte d'Albula.